# Gvardijan
Gvardijan (latinsko guardianus – varuh; italijansko guardare – gledati, paziti, varovati) – je predstojnik frančiškanskega samostana. To je torej poimenovanje za predstojnika v samostanih frančiškanov, minoritov in kapucinov. 
Služba gvardijana je voljena (voli ga provincialno vodstvo) in časovno omejena. Po številu mandatov, ki je določeno v statutih, redovnik ne more biti več izvoljen v to službo, razen po prekinitvi.
Čas njegove službe pa tudi hiša, ki jo vodi, se lahko imenuje gvardijanat. 
Njegov namestnik je samostanski vikar.